# Pădurea Bădeana (sit SCI)
Pădurea Bădeana este o arie protejată (arie specială de conservare — SAC, sit de importanță comunitară — SCI) din România, desemnată în scopul protejării biodiversității și menținerii într-o stare de conservare favorabilă a florei spontane și faunei sălbatice, precum și a habitatelor naturale de interes comunitar aflate în arealul zonei de protecție. Aceasta se întinde pe o suprafață de 62,3 ha, integral pe uscat.

## Localizare
Situl se întinde pe teritoriul administrativ al comunei Tutova din județul Vaslui. Centrul sitului Pădurea Bădeana este situat la coordonatele 46°09′24″N 27°34′19″E / 46.156728°N 27.571833°E.

## Înființare
Situl Pădurea Bădeana (ROSCI0133) a fost declarat sit de importanță comunitară în decembrie 2007 pentru a proteja 4 specii de plante și 20 de specii de animale. Situl a fost protejat și ca arie specială de conservare în mai 2022. Situl include rezervația naturală Pădurea Bădeana.

## Biodiversitate
Situată în ecoregiunile stepică a Colinelor Tutovei (subunitate geomorfologică a Podișului Bârladului), aria protejată conține un habitat natural: Păduri estice de stejar alb.
La baza desemnării sitului se află  buhaiul de baltă cu burtă roșie, un amfibian din specia Bombina bombina, specie protejată prin Directiva Consiliului European 92/43/CE din 21 mai 1992 (privind conservarea habitatelor naturale și a speciilor de faună și floră sălbatică) și aflată pe lista roșie a IUCN.